# Gaio Memmio Regolo
Gaio Memmio Regolo (in latino Gaius Memmius Regulus; fl. I secolo) è stato un politico romano.

## Biografia
Regolo era membro della gens plebea Memmia, forse figlio di Publio Memmio Regolo, console suffeto nel 31 d.C., e di Lollia Paolina, una donna di grande bellezza e considerevole ricchezza, figlia di Marco Lollio e la nobildonna Volusia Saturnina. Suo nonno, Publio Memmo Regolo, aveva sposato una donna di Ruscino, nella provincia della Gallia Narbonense.
Sebbene l'anno della sua nascita non sia certo, Regolo nacque durante la seconda metà del regno dell'imperatore Tiberio. Suo padre fu governatore dell'Acaia nel 35 d.C., e sia padre che figlio furono onorati con varie statue. Nel 38 d.C. l'imperatore Caligola costrinse il padre e Paolina a divorziare, così da poterla sposare: l'imperatore era rimasto impressionato dai resoconti della bellezza di Paolina e dai racconti sulla bellezza della nonna. Sfortunatamente Caligola si stancò  ben presto di Paolina e divorziò da lei. Fu successivamente corteggiata da Claudio, ma quando questi sposò Agrippina, la nuova imperatrice la fece esiliare e uccidere.
Regolo fu nominato console nel 63 d.C., durante il regno di Nerone ed ebbe come collega era Lucio Verginio Rufo. Servirono per ben sei mesi, dalle calende di gennaio alle calende di luglio. Il padre di Regolo era morto due anni prima e non riuscì vedere suo figlio raggiungere l'apice della sua carriera. Dopo il suo consolato fu sacerdote dei Sodales Augustales e in seguito dei Sodales Claudialium.